# Kid Albums
Kid Albums (também conhecido como Top Kid Áudio) é um ranking de música publicado semanalmente pela revista estadunidense Billboard com o objetivo de publicar as vendas de álbuns voltados ao público infantil e adolescente nos Estados Unidos. O ranking começou a ser publicado em 9 de setembro de 1995, em um gráfico com quinze posições. O primeiro álbum a atingir a primeira posição na parada foi a coletânea Disney, vol. 1, lançada pela Walt Disney Records.
Alguns dos gêneros que são classificados pelo ranking são álbuns com canções de ninar, trilhas sonoras de filmes direcionados para crianças de 5-9 anos, trilhas sonoras de seriados infantil e adolescente, álbuns teen pop lançados por artistas até 14 anos e outras subdivisões. Os dados são captados pelo Nielsen SoundScan, um sistema de informação da empresa Nielsen Company, que faz todos os levantamentos de vendas nos Estados Unidos, físicos e digitais.